# Boonville (village, New York)
Pour les articles homonymes, voir Boonville.
Ne doit pas être confondu avec Boonville (New York).
Boonville est un village du comté d'Oneida, dans l'État de New York, aux États-Unis,. En 2010, il comptait une population de 2 072 habitants.

## Démographie
Lors du recensement de 2010, le village comptait une population de 2 072 habitants. Elle est estimée, en 2016, à 1 981 habitants.